# Stadio Donato Vestuti
Lo stadio Donato Vestuti è un impianto sportivo multifunzione situato nella città di Salerno.
Nato su progetto dell'ingegnere Camillo Guerra e originariamente chiamato Campo Littorio e, dopo la guerra Stadio comunale, sorge in centro città e ospitò gli incontri interni della Salernitana dal 1931 al 1990, anno di completamento del moderno Stadio Arechi; fu anche sede delle formazioni calcistiche femminili dell'USF Salernitana e, a seguire, dell'AC Salernitana.
L'impianto, può contenere 9000 spettatori ed è dotato di una pista d'atletica a 6 corsie, ospita le formazioni rugbistiche di Arechi e Salerno, del club di football americano Eagles Salerno e in passato, del Seagulls Salerno.. Dal 2018 ospita le partite in casa della Zona Orientale Rugby Popolare Salerno, squadra di rugby.

## Storia

### Inaugurazione

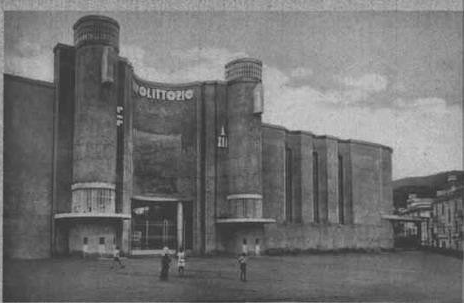
L'originale stadio Littorio

I lavori di costruzione iniziarono nel 1929 e furono diretti dall'ingegnere Camillo Guerra. Nonostante fosse stato completato solamente il campo da gioco, il 2 gennaio 1931 alla presenza del segretario federale Paladino venne organizzata una amichevole contro il Gladiator, che non fu più disputata a causa dell'incessante pioggia, però nove giorni dopo, si giocò la prima gara ufficiale della Salernitana contro il Vomero: prima gara del girone di ritorno del campionato 1930-1931 vinta dagli allora bianco-celesti per 4-1. In precedenza, la Salernitana disputava gli incontri casalinghi nel campo di piazza d'armi.
L'intero stadio, completo di tribuna, fu inaugurato il 28 ottobre 1934 alla presenza del ministro dei Lavori pubblici Umberto Puppini. Per l'occasione si giocò un'amichevole tra Salernitana e Nocerina, finita 8-0 per gli azzurri salernitani.
Nel decennio seguente vennero costruiti i distinti, nel dopoguerra la curva nord ed infine, nel 1953, venne costruita la curva sud.

### Gli anni del dopoguerra

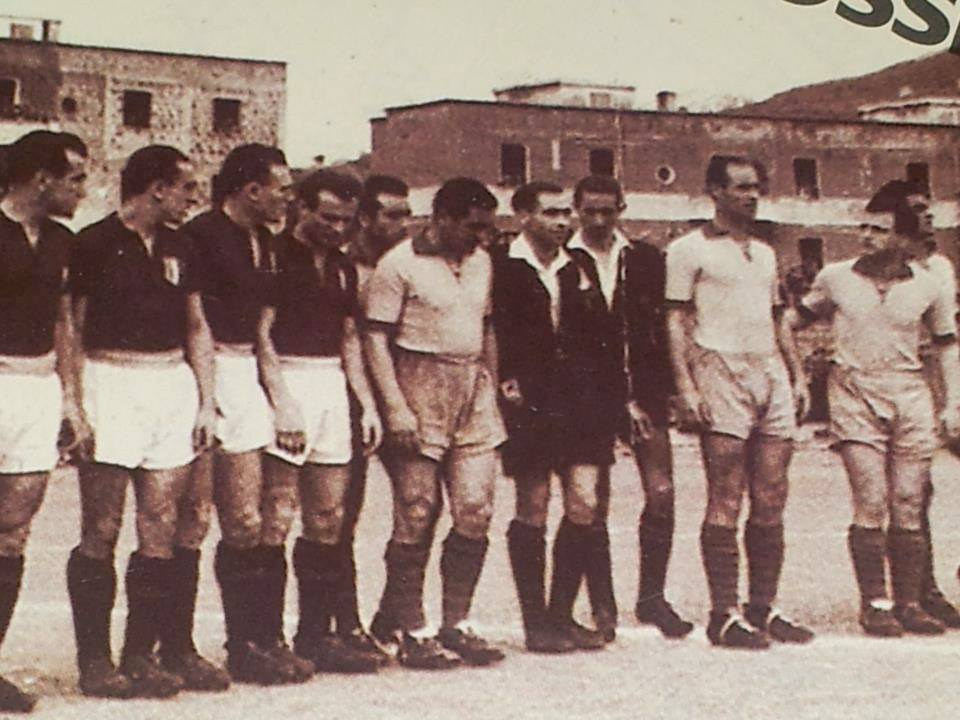
La Salernitana, in maglia chiara, al Comunale contro il Grande Torino nel 1947-48

Terminata la guerra e caduto il fascismo a Salerno, il Littorio venne denominato semplicemente stadio comunale.
Fino al 1952 lo stadio comunale era chiamato dai giornalisti salernitani nei loro resoconti "Renato Casalbore" in onore del collega perito nella tragedia di Superga.
Il comune risolse la questione intitolando lo stadio a Donato Vestuti, il primo fondatore di una squadra di calcio a Salerno: il Salerno FBC (nel 1913) mentre la piazza antistante lo stadio fu dedicata a Renato Casalbore.
Nel 1962 lo stadio Vestuti fu il set del film Le quattro giornate di Napoli di Nanni Loy, ambientato nella seconda guerra mondiale.
In quell'occasione lo stadio "interpretava" la parte dello stadio del Vomero di Napoli, ove avvenne il rastrellamento dei napoletani ad opera delle forze tedesche di occupazione. Un anno dopo, il 28 aprile 1963, il Vestuti visse la giornata più nera della sua storia quando, a seguito dell'invasione di campo durante la gara tra Salernitana e Potenza, un colpo sparato da un poliziotto uccide il tifoso Giuseppe Plaitano: la prima morte violenta in uno stadio in Italia.
Nel 1973, lo stadio Vestuti è stato il palcoscenico del primo e unico derby cittadino ufficiale giocato dalla Salernitana contro la Pro Salerno. La gara, valevole per la fase a gironi della coppa Italia Semiprofessionisti 1973-1974, venne vinta all'andata dalla Pro Salerno per 2-1 e nel ritorno le due formazioni pareggiarono 1-1. La Pro Salerno vinse anche il girone ma poi venne eliminata ai sedicesimi di finale dalla Nocerina.

### Gli ultimi anni

La tifoseria della Salernitana al Vestuti durante un derby con la Cavese

Il 23 novembre 1980 lo stadio diventa un centro d'accoglienza in seguito al terremoto dell'Irpinia. I giocatori della Salernitana abbandonano la città per tornarvi dopo 10 giorni.
Il Vestuti ha inoltre ospitato, il 4 febbraio 1986, un'amichevole tra la Nazionale Italiana Under 21 e quella dei pari età della Germania Ovest; il risultato finale fu di 1-1.
Numerose altre sono state le squadre, italiane e non, che vi hanno giocato contro la Salernitana, sia in campionato che in amichevole: su tutte spicca il Grande Torino nel campionato di Serie A 1947-1948 il 17 aprile 1948, e che vinse 4-1.
Nel campionato di serie C1 1989-1990 i granata, ottengono la promozione in serie B all'ultima giornata, al Vestuti, contro il Taranto; quella sarà l'ultima partita ufficiale giocata dalla Salernitana al Vestuti. Dal 1990 la Salernitana gioca le sue partite in casa all'Arechi, costruito appositamente per i granata che si accingevano dopo 23 anni a disputare di nuovo il campionato di serie B.
Il 23 luglio 1997 ha ospitato il concerto di Jovanotti del Lorenzo Tour 1997 mentre nel 2004 è stato utilizzato dai granata per presentare la rosa ufficiale al pubblico.
Attualmente lo Stadio Donato Vestuti è utilizzato da altre rappresentative sportive salernitane. In passato ha ospitato anche:
- Thunder's (baseball, serie B);[8]
- Audax Salerno (prima squadra in Promozione e giovanili);[26]
- Eagles Salerno (squadra di football americano);[10]
- Seagulls Salerno (squadra di football americano);[10]
- Salerno Rugby (serie C e giovanili);[7]
- Arechi Rugby (serie B e giovanili);[7]
- Zona Orientale Rugby Popolare Salerno;
- Unione Sportiva Salernitana 1919; (1931-1990)[27]
- USF Salernitana Femminile;
- Salernitana Femminile;[8]
- Salernitana (squadra Primavera);[8]
- Pro Salerno;[28]
- Indomita Salerno (Squadra di pallavolo che gioca all'interno della palestra "Matteo Senatore" dell'impianto);[29]
- squadre amatoriali.

## Progetti di ristrutturazione
Il 27 ottobre 2008 venne presentato nel palazzo di Città un progetto di riqualificazione dello stadio Vestuti. Il progetto della durata di tre anni prevede la ristrutturazione della tribuna dell'impianto sportivo e della riqualificazione della palestra, del campo da gioco e di altri edifici. Il costo dei lavori previsto era di 34 765 000 euro.
Nel 2013 è stato proposto un progetto di riorganizzazione dello stadio Vestuti che avrebbe portato alla costruzione di un anfiteatro naturale intorno al campo da gioco. Il 26 gennaio 2014 il TAR di Salerno ha accolto il ricorso della Fintur s.r.l. della famiglia Ilardi, il cui project financing per la ristrutturazione dello stadio Vestuti era stato bocciato dal Comune. I giudici amministrativi hanno accolto la tesi della società sancendo la conformità dell'intervento in finanza di progetto presentato dallo stesso imprenditore nel 2005.

## Dati tecnici
L'impianto può ospitare 9 000 spettatori (3 000 tribuna, 2 000 distinti, 4 000 curve), inoltre Il campo di calcio è lungo 110 metri e largo 60.
Attualmente è utilizzato da squadre dilettantistiche di rugby, football americano, atletica leggera ed altre discipline.
Lo stadio comprende: pista a 6 corsie in tartan, pedane per salto con l'asta, salto in alto, getto del peso, lancio del giavellotto, fossato per 3000 siepi e salto in lungo.

## Incontri

### Inaugurazione
| Arbitro: | Umberto Gama (Milano) |

|                                                 |           |               |
| Agostinelli 42’ Terno 44’ Miconi 53’ Codari 81’ | Marcatori | 24’ Bonivento |

### Nazionale Italiana Under 21
| Arbitro: | Borg |

|               |           |             |
| Carobbi 90+1’ | Marcatori | 82’ Gaudino |

### Unico derby cittadino ufficiale giocato dalla Salernitana
| Salerno 2 settembre 1973 2ª giornata della fase a gironi di Coppa Italia Semiprofessionisti 1973-1974 | Pro Salerno | 2 – 1 referto         | Salernitana | Stadio Donato Vestuti |
| \| \| \| \| \| Piscopo 23’ Moliterno 48’ \| Marcatori \| 12’ (rig.) Chinellato \|                     |             |                       |             |                       |
| |             |                       |             |                       |
| Piscopo 23’ Moliterno 48’                                                                             | Marcatori   | 12’ (rig.) Chinellato |             |                       |

| Salerno 26 settembre 1973 3ª giornata della fase a gironi di Coppa Italia Semiprofessionisti 1973-1974 | Salernitana | 1 – 1 referto | Pro Salerno | Stadio Donato Vestuti |
| \| \| \| \| \| Di Francesco 13’ \| Marcatori \| 15’ Toniutto \|                                        |             |               |             |                       |
| |             |               |             |                       |
| Di Francesco 13’                                                                                       | Marcatori   | 15’ Toniutto  |             |                       |

## Galleria d'immagini

La curva sud del Vestuti durante Salernitana-Casarano del 1990
Coreografia in occasione di Salernitana-Cavese del 1986
La tifoseria granata in Salernitana-Foggia del 1988